# ChorusLife
ChorusLife è un quartiere della città di Bergamo progettato da Joseph di Pasquale e inaugurato  il 21 novembre 2024.

## Storia
La costruzione è stata promossa da Domenico Bosatelli ed è un modello di rigenerazione urbana che ha riconvertito l'area industriale dismessa della Ex Ote in un centro di quartiere con un sistema di piazze pubbliche, un'arena coperta, attività residenziali, ricettive e ricreative.
Dopo la firma di una lettera di intenti nel 2015, il 21 dicembre del 2016 viene siglato il protocollo di intesa tra Comune di Bergamo, Provincia di Bergamo, Grupedil e TEB spa (trasporto pubblico).
Nel 2018 viene firmato l'accordo di programma tra Regione Lombardia, Comune di Bergamo e Grupedil e TEB per la realizzazione del progetto.
Nel 2019 viene ottenuto il permesso di costruire e iniziano i lavori di bonifica e di realizzazione.
Il 21 novembre del 2024 ChorusLife viene inaugurato e consegnato alla città.

## Aree principali
ChorusLife occupa un'area di circa 40 000 mq risultato di un processo di trasformazione urbana che ha interessato un comparto di circa 130 000 mq.

### Le piazze commerciali

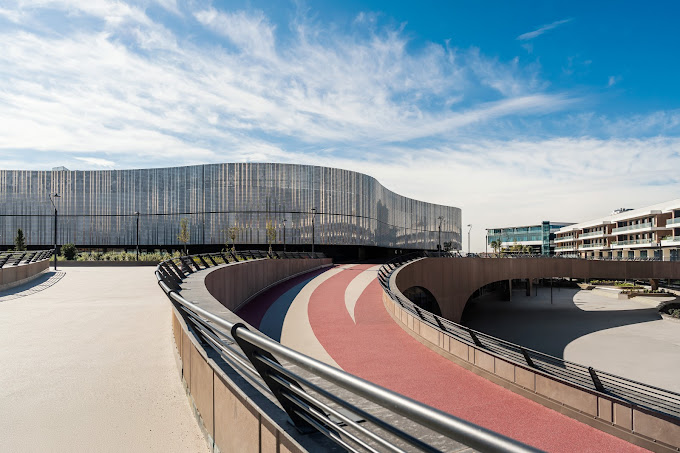
La ChorusLife Arena all'interno del sistema di piazze di Choruslife

Sono il centro del progetto e intendono restituire un'idea di spazio pubblico come un'esperienza urbana completamente pedonalizzata. Sono perimetrate da grandi archi che danno accesso a portici commerciali con negozi, bar e ristoranti.

### ChorusLife Arena

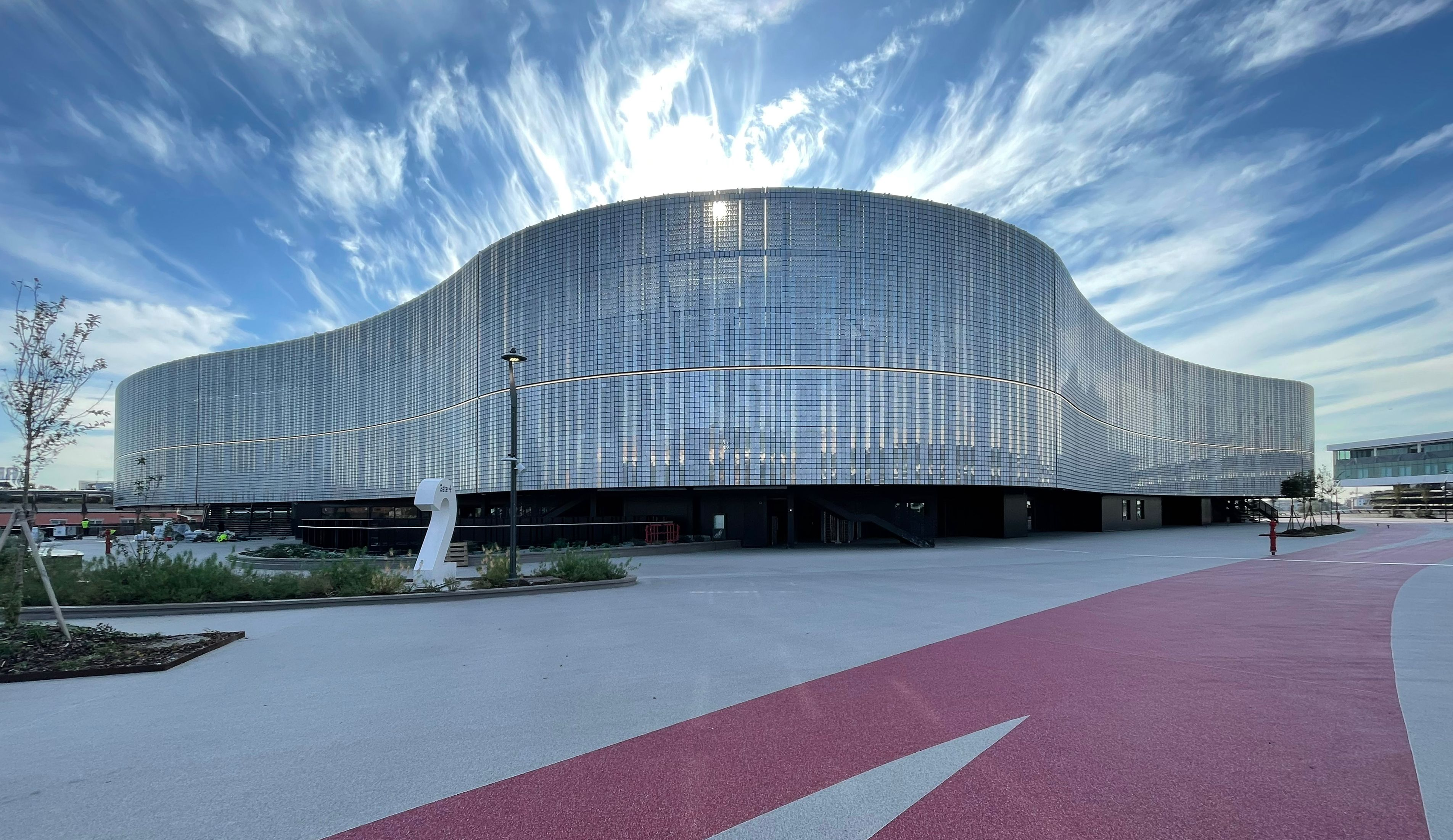
ChorusLife Arena

La ChorusLife Arena è un'arena coperta in grado di ospitare spettacoli, concerti, eventi, attività sportive. La capienza massima dell'arena sale a 6 500 posti nella configurazione per concerti con l'estensione della platea nel parterre.

### ChorusLife Hotel

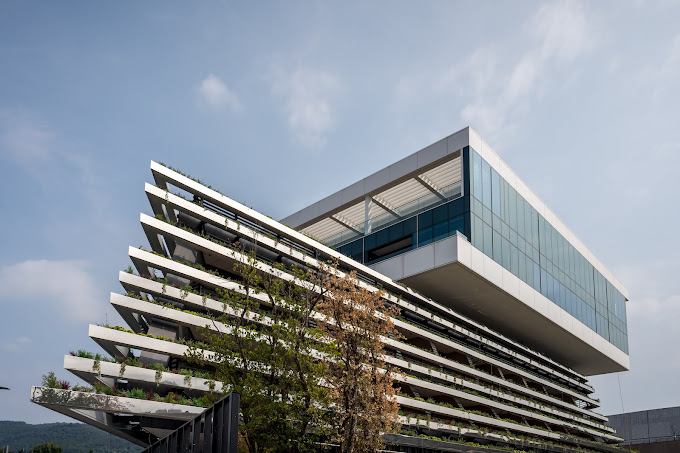
ChorusLife Hotel

È una struttura ricettiva di 107 camere e un centro congressi con varie sale meeting e una sala principale modulare da 250 posti.

### Residenze ChorusLife
Si tratta di 74 appartamenti (prevalentemente bilocali) in abbonamento, assegnati cioè con un canone comprensivo di accesso ai servizi di campus. La tipologia è ispirata al modello delle navi da crociera con una strada interna di distribuzione e appartamenti sui due lati.

### City Spa
Nella porzione nord del complesso è prevista l'apertura nel 2025 di una Spa Immersiva.

### Parcheggi
ChorusLife è stata progettata per essere una delle più grandi zone pedonali d'Europa, completamente libera dal traffico. Le auto possono accedere e circolare solo a livelli interrati. Sono stati realizzati circa 1 200 parcheggi sotterranei.